# Thompsoniana lugubris
Thompsoniana lugubris es una especie de escarabajo longicornio del género Thompsoniana, tribu Callichromatini, orden Coleoptera. Fue descrita científicamente por Ritsema en 1892.
El período de vuelo ocurre durante los meses de abril, mayo y diciembre.

## Descripción
Mide 32 milímetros de longitud.

## Distribución
Se distribuye por Indonesia (Sumatra).